# Неве-Шаанан
Неве-Шаанан (івр. נווה שאנן) — великий район Хайфи, який охоплює безліч районів міста.
У 2008 році населення Неве-Шаанан становило 37 800 чоловік. Це населення складається з жителів практично всіх верств ізраїльського суспільства.
Район Неве-Шаанан будувався поступово протягом багатьох років в різних стилях. В районі є одноповерхові будівлі, побудовані на великій ділянці за принципом Місто-сад, на кожному поверсі є двоповерхові будівлі і дві квартири - які отримали назву «червоні дахи» через їх черепичних дахів, є будівлі з декількома житловими одиницями і житлові одиниці в насиченою конструкції - обидві «Залізничні» житлові одиниці з роками поглинання масової імміграції та ліквідації проходів і новіших багатоповерхівок[джерело?].

## Галерея

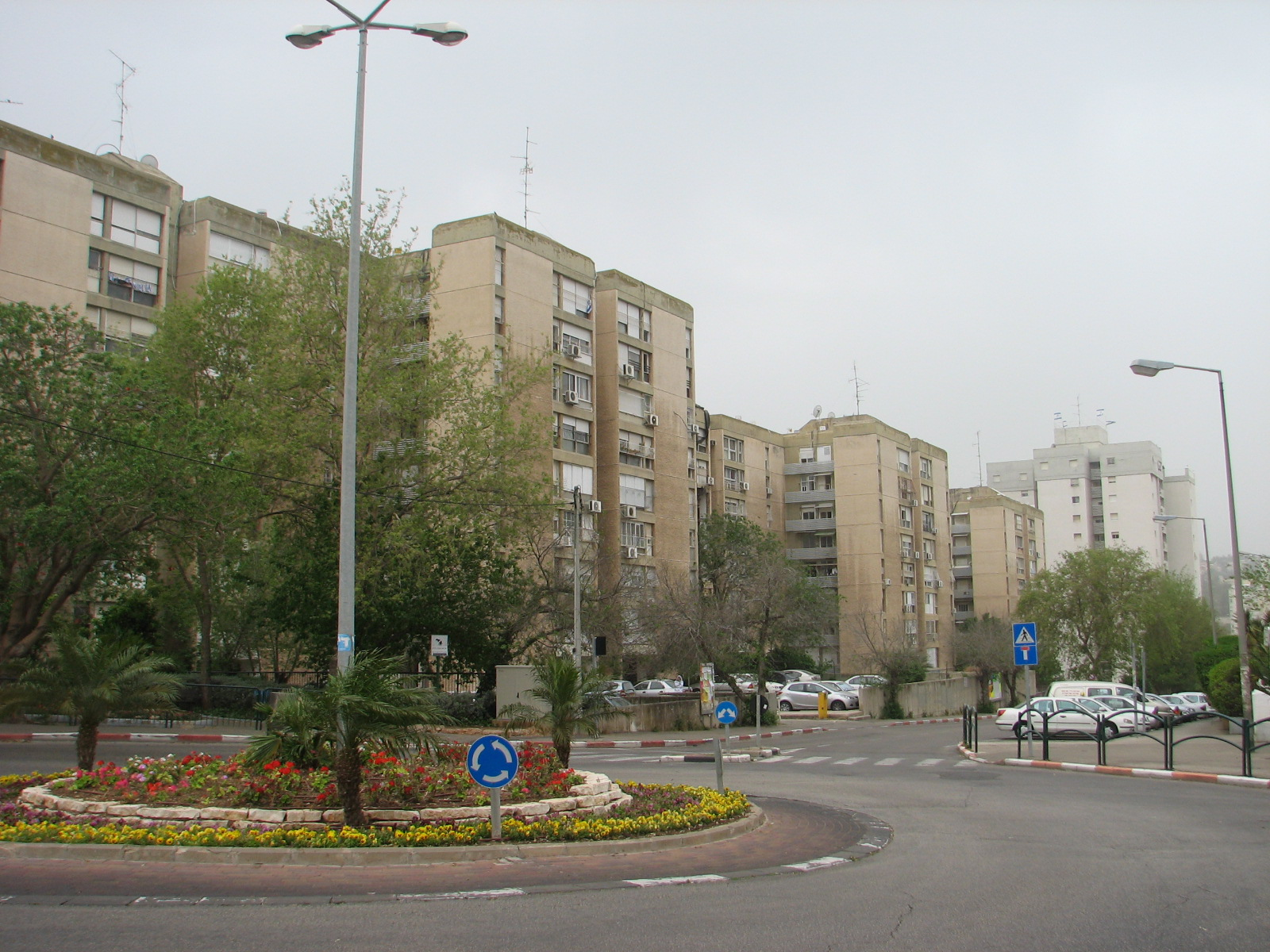
Типовий вид на півночі Неве-Шаанану
Площа Зів є головним перехрестям в Хайфі, який контролює рухом між Чек-постом і Ахузой[he], а також між Нешером і Денією, Нижнім містом і Адаром.
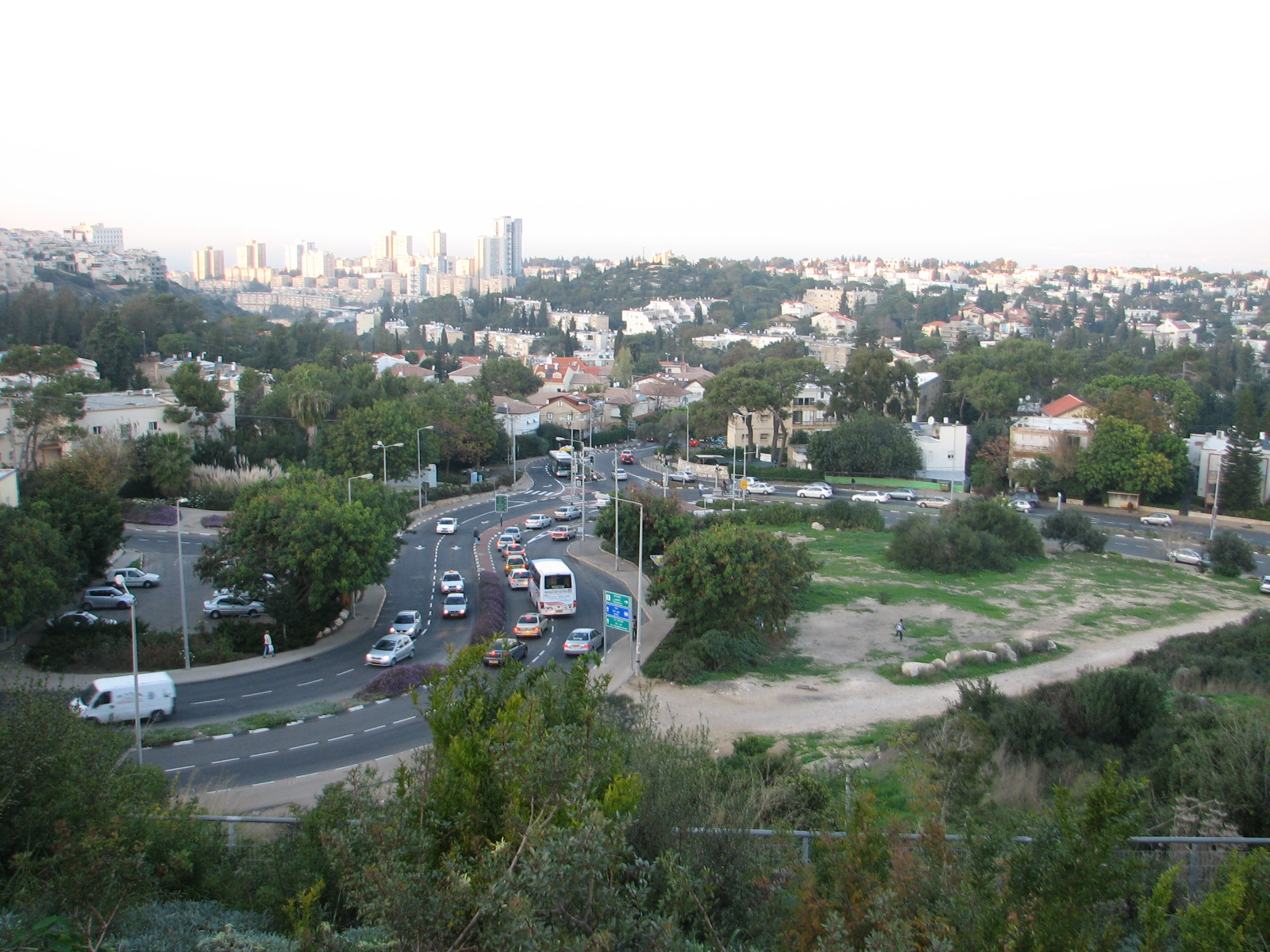
Вид на південь Неве-Шаанану
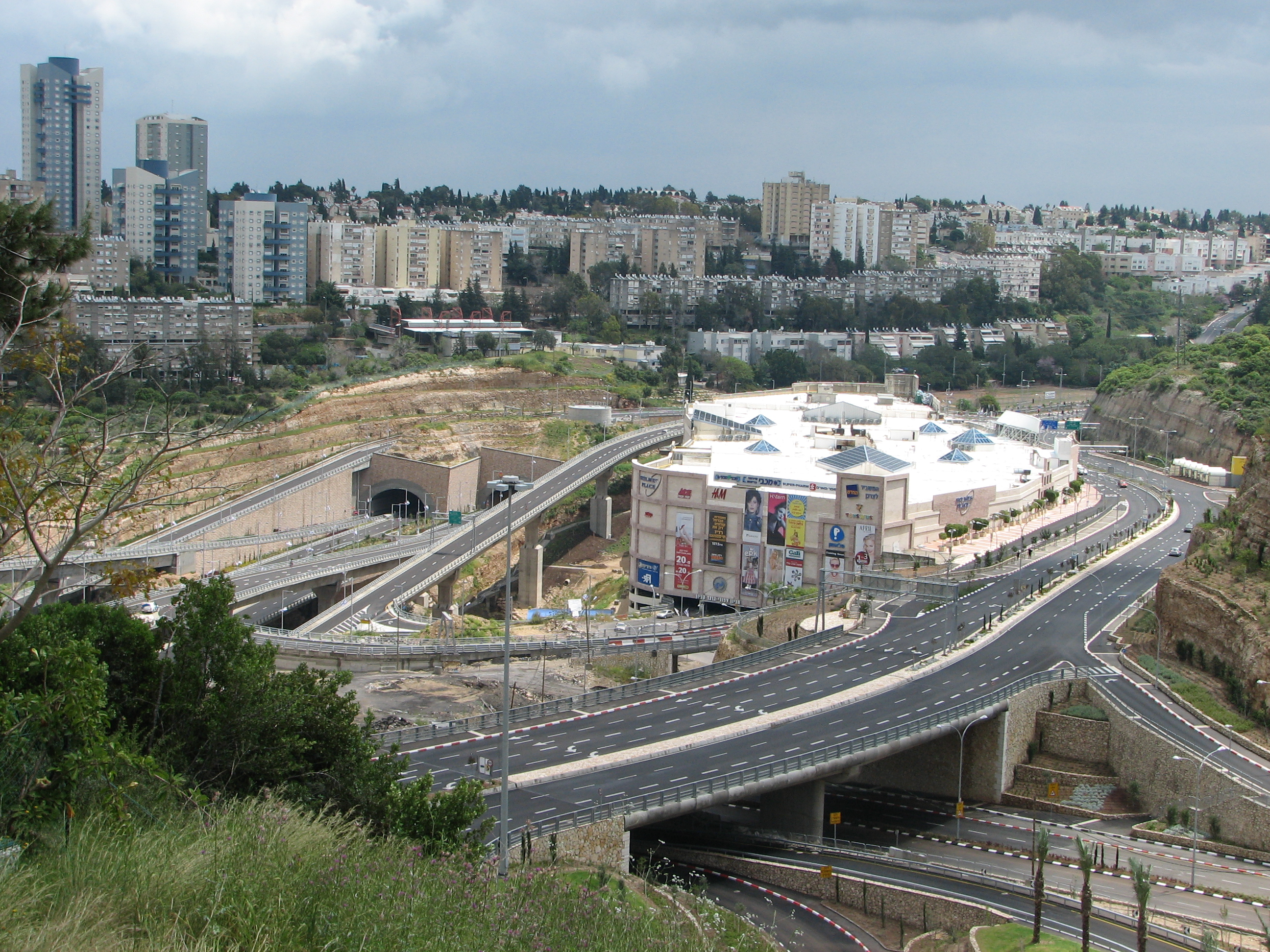
Району Ісраелія
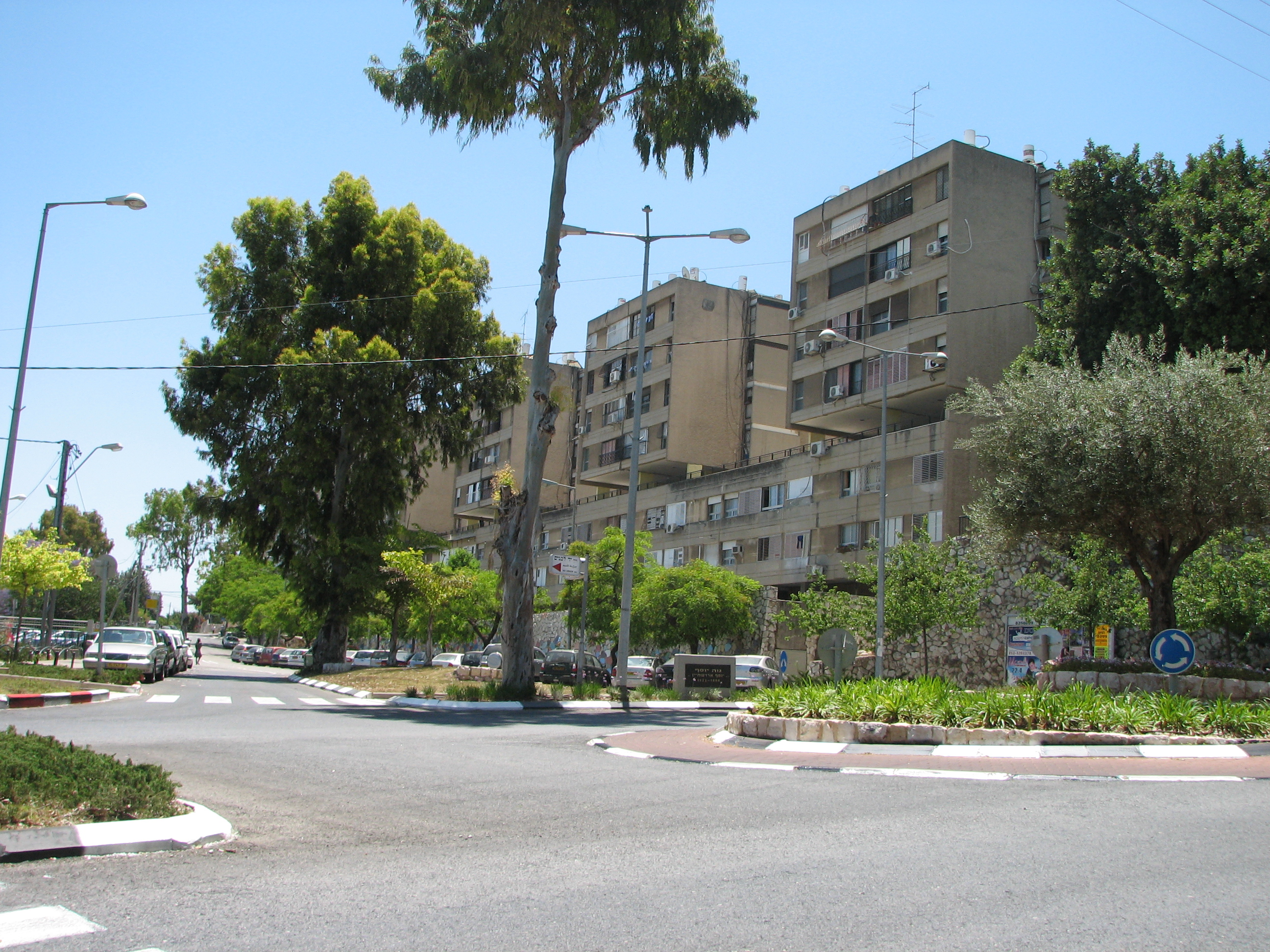
Неве-Йосеф - вузол Яд-Ла-Ванім та вулиця Арад
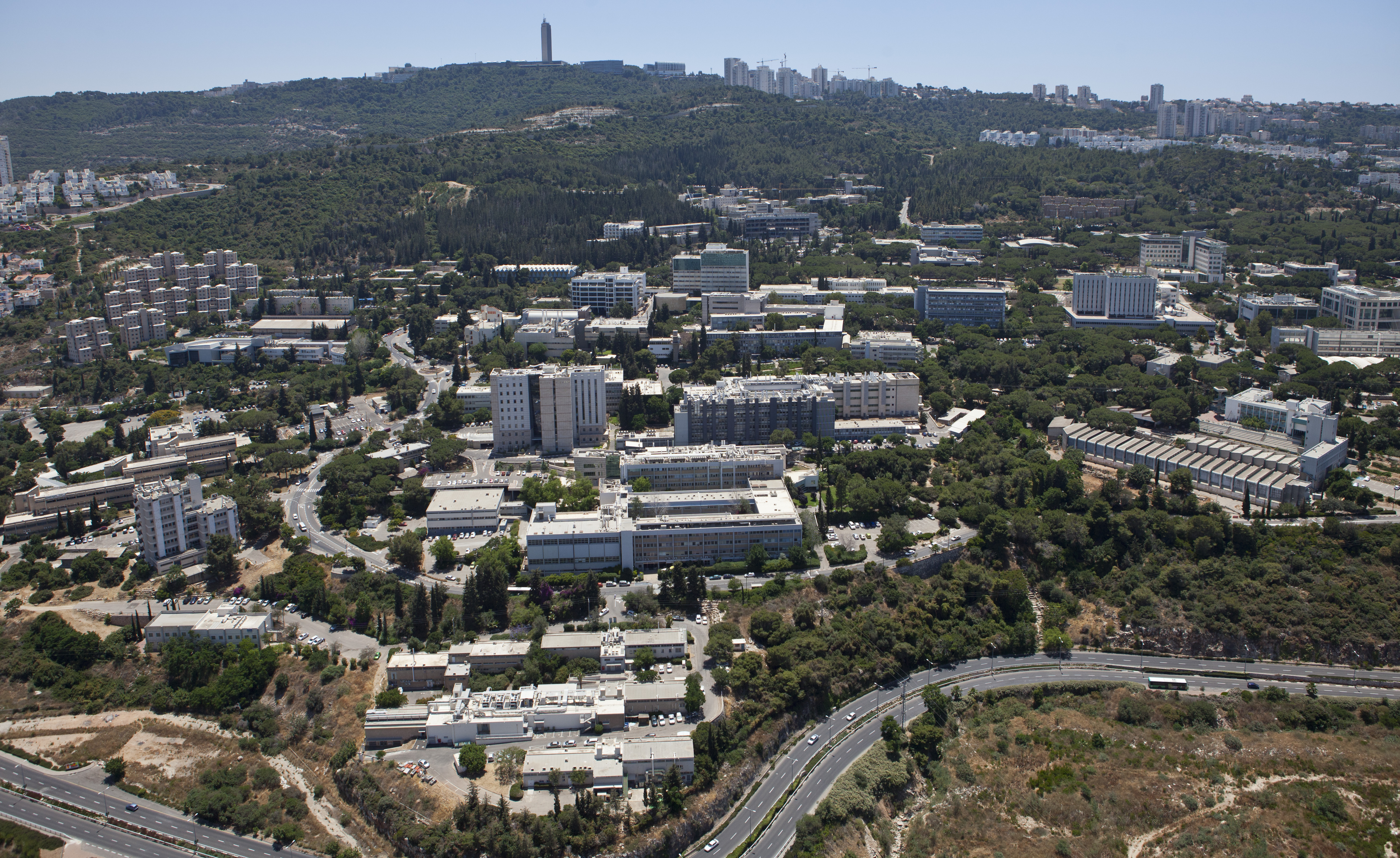
Кір'ят га-Техніон, кампус  Техніона
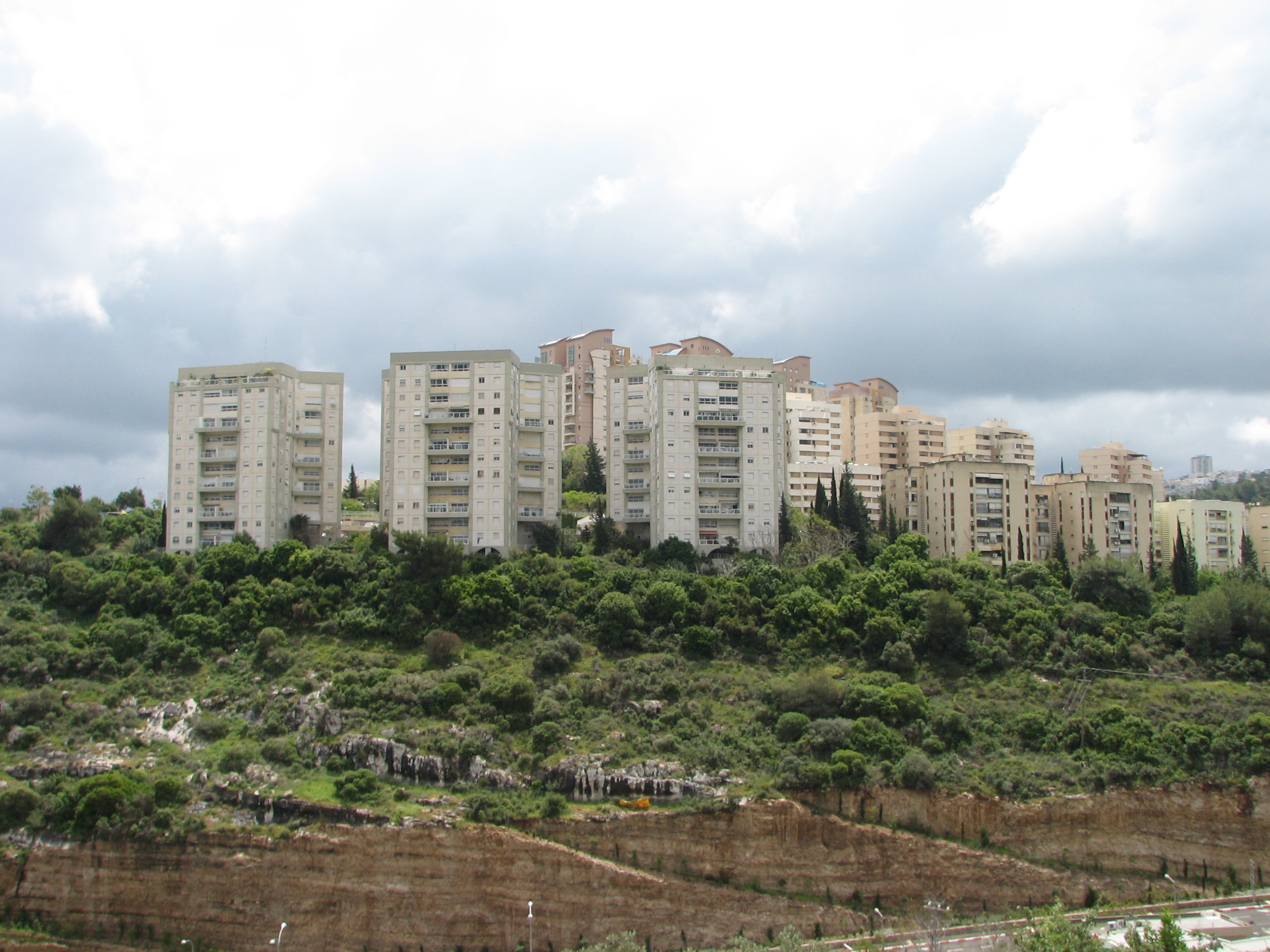
Рамот Сапір
Рамат-Хен
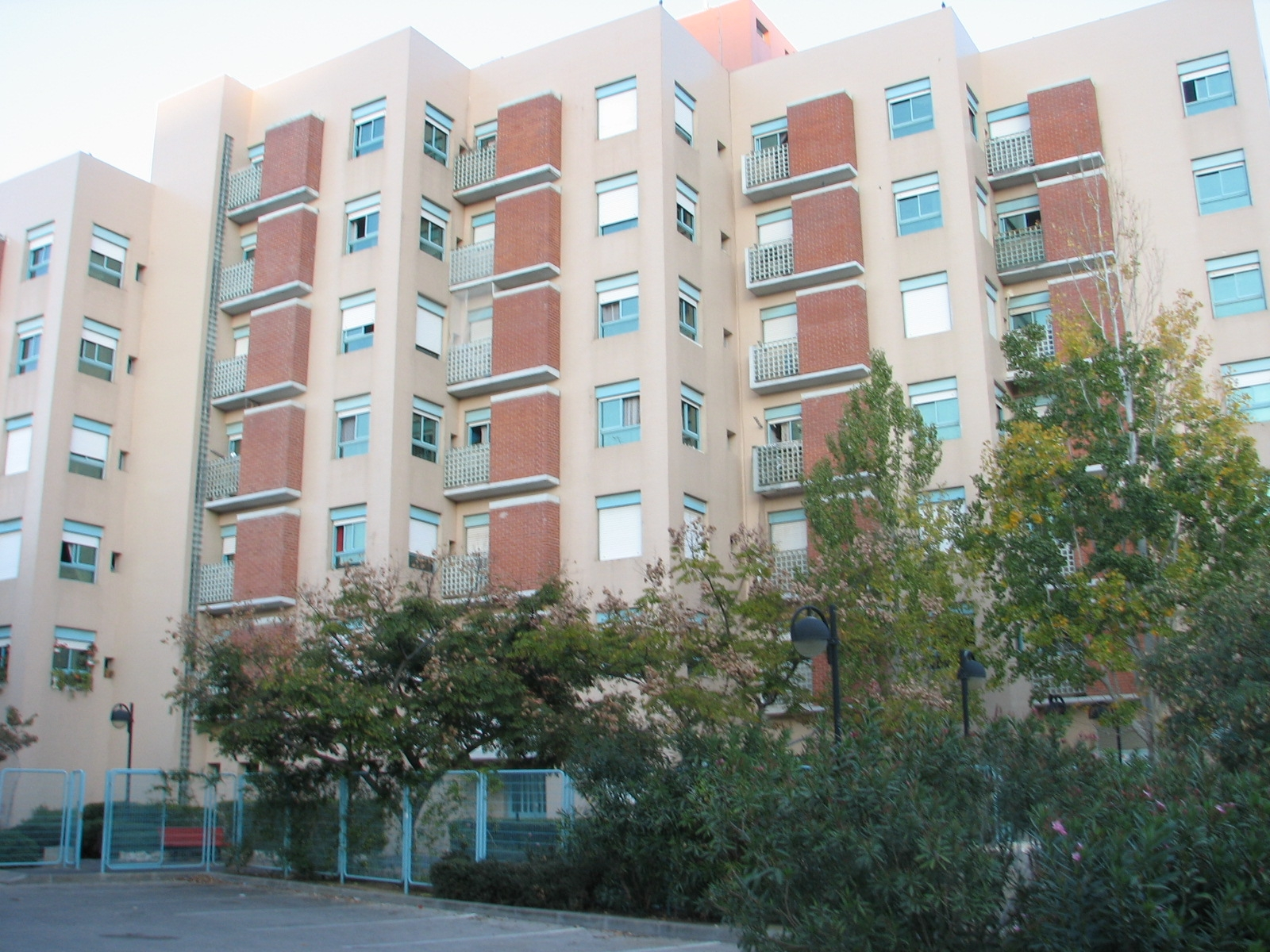
Сучасне будівництво в Рамат-Алон
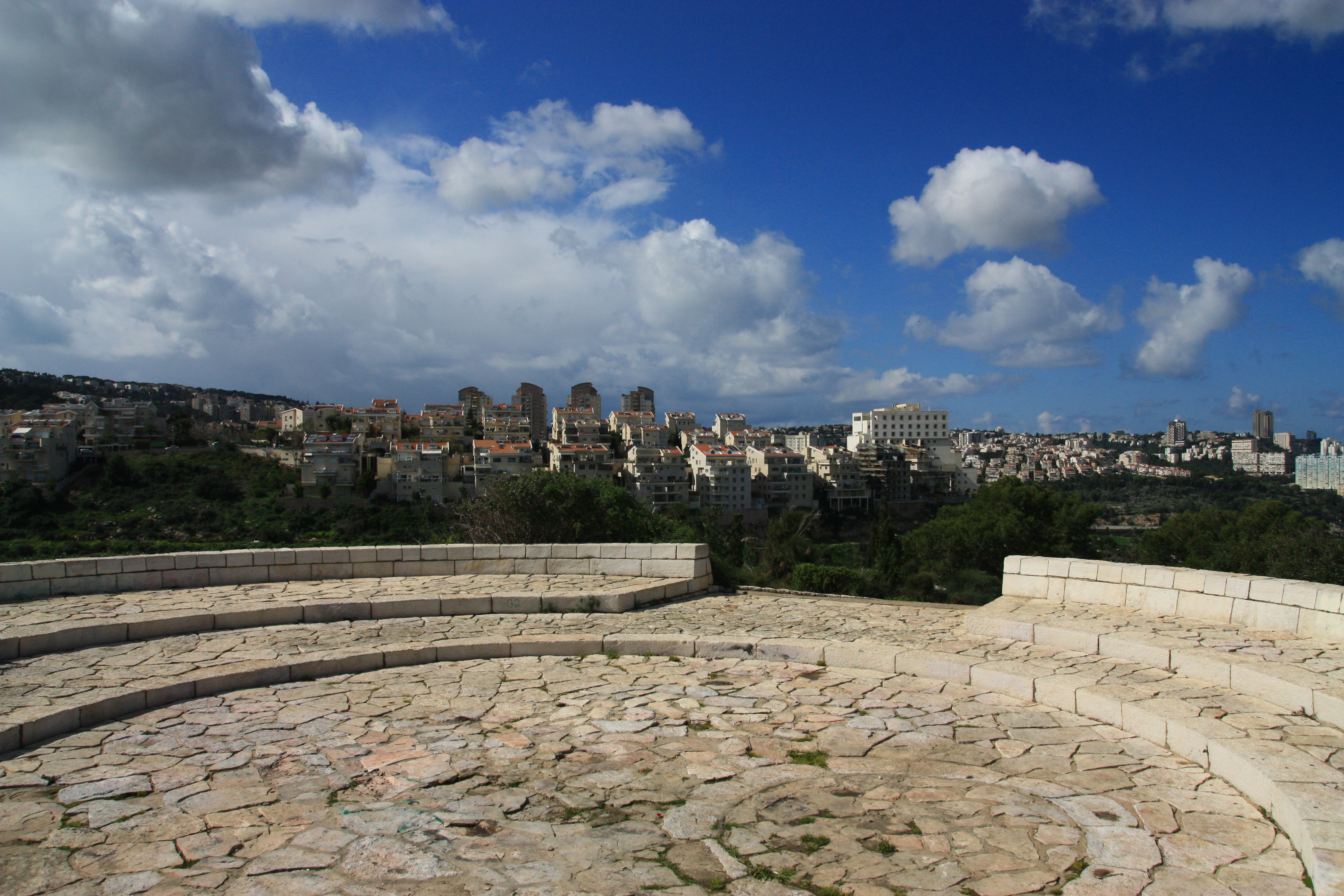
Вид на Рамат-Хен
Новобудови на вулиці Берл Кацнельсон
Школа «Іроні Гімель»
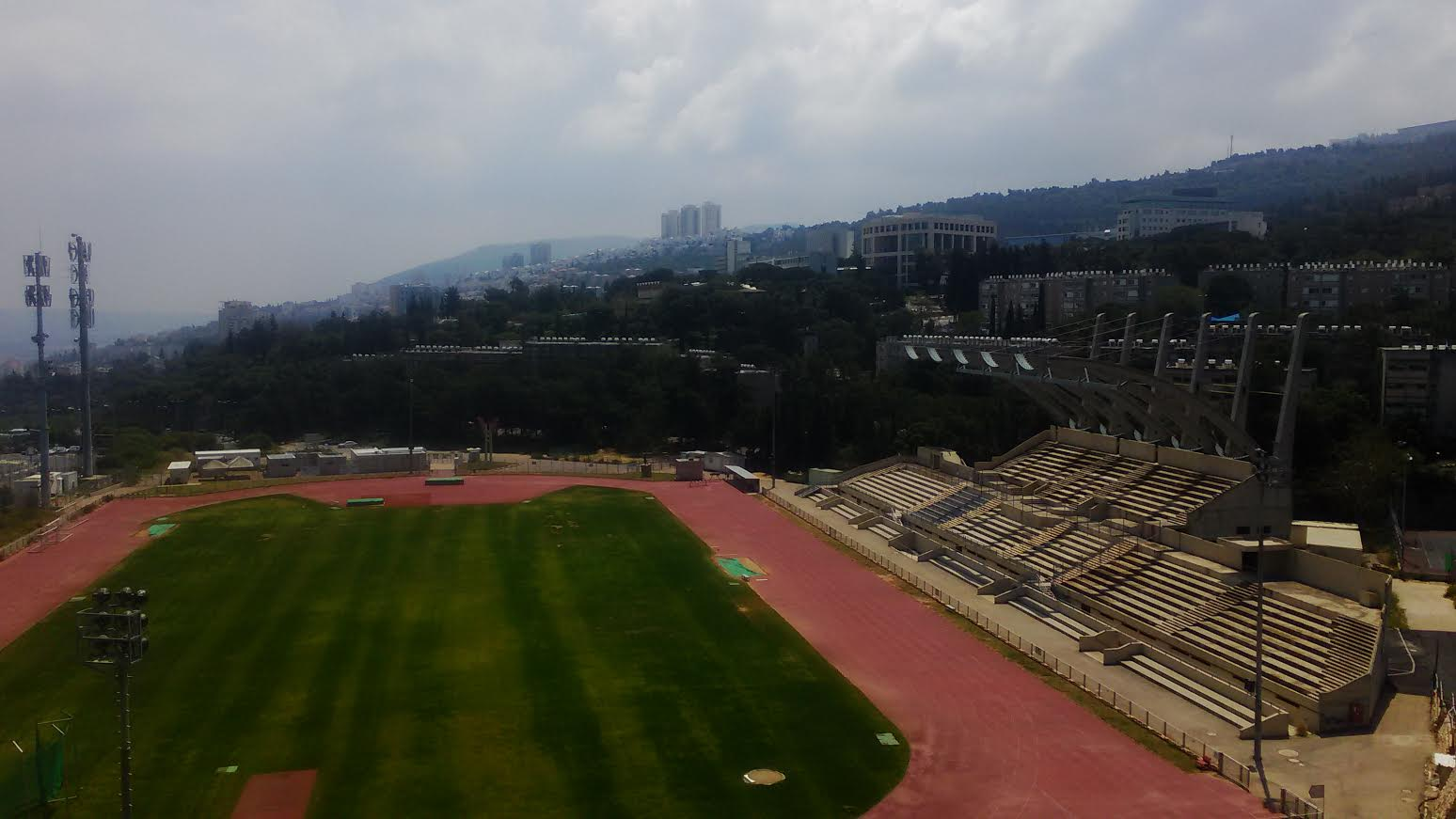
Легкоатлетичний стадіон
Магазин мережі Росман на вулиці Ханіта